# Casa Memorială „Aloisie Tăutu”
Casa Memorială „Aloisie Tăutu” este un muzeu județean din Valea Vinului, amplasat în localitatea Valea Vinului nr. 303, județul Satu Mare. Expoziția cu caracter memorial este organizată în casa în care a trăit Monseniorul Aloisie Tăutu (1895-1981), preot canonic, istoric, consilier ecleziastic greco-catolic la Legația Română de la Vatican, autor a numeroase lucrări teologice și istorice.
Clădirea muzeului este declarată monument istoric, având codul SM-II-m-B-05372. 